# B-Movie (Band)
B-Movie ist eine britische Band aus Mansfield, die 1979 gegründet wurde.

## Geschichte
Die Wurzeln der Band lagen im Post-Punk und New Wave, später entwickelte sich ihr Stil weiter in Richtung Synthpop. Ihre Mitglieder waren Steve Hovington (Gesang), Paul Statham (Gitarre), Graham Boffey (Schlagzeug) und Rick Holliday (Keyboard). Zu ihren bedeutenderen Singles zählten Remembrance Day und Nowhere Girl. Vor allem der Song Nowhere Girl entwickelte sich in den 1980er und -90er Jahren zu einem Klassiker in deutschen Discotheken. Die Band trat noch einmal im März 2006 im Club The Metro in London auf.
Am 18. September 2010 hatte die Band in Plauen ihren ersten Auftritt in Deutschland.
Seit 2012 ist die Band wieder mit neuem Songmaterial auf Tour.

## Diskografie
Alben
- 1980: Rememberance Day (Cherry Red Records)
- 1985: Forever Running (Sire Records)
- 2013: The Age of Illusion (No Emb Blanc)
- 2016: Climate of Fear (No Emb Blanc)

Singles und EPs
- 1980: Take Three (7"-EP, Dead Good Records)
- 1980: Nowhere Girl (12"-EP, Dead Good Records)
- 1981: Remembrance Day (Some Bizzare/Deram)
- 1982: Marilyn Dreams (Some Bizzare/Sire)
- 1985: A Letter from Afar (Sire)
- 1985: Switch On – Switch Off (Sire)
- 1989: Polar Opposites (Wax Records)
- 2013: Distant Skies (EP, No Emb Blanc)

Kompilationen
- 1988: The Dead Good Tapes (Wax Records)
- 1995: Volume 1 – Remembrance Days (Dead Good Records)
- 1995: Volume 2 – Radio Days (Dead Good Records)
- 1997: Remembrance Days – The Dead Good Years (Cherry Red)
- 2001: BBC Radio Sessions 1981–84 (Cherry Red)
- 2006: The Platinum Collection (Warner Platinum Records)